# Crucea de piatră din curtea liceului maghiar Ady Endre
Crucea de piatră din curtea liceului maghiar Ady Endre este un monument istoric aflat pe teritoriul municipiului București.